# Питьевое (озеро, Уфа)
Питьевое — небольшое пресноводное озеро в Кировском районе Уфы (Башкортостан, Россия).
Длина озера — 70 м, максимальная ширина — 20 м.
Питьевое озеро расположено на западной границе посёлка Камышлинский мелькомбинат, в 300 м от реки Уршак, в 200 м от брусчатой автодороги Уфа — Камышлы (бывший тракт Уфа — Оренбург). Вдоль озера проходит линия электропередач.
Берега озера покрыты луговой растительностью и кустарником.